# Kamer van Afgevaardigden (Rwanda)
De Kamer van Afgevaardigden (Frans: Chambre des Députés) is het lagerhuis van het parlement van Rwanda en bestaat uit 80 leden waarvan er 53 direct worden gekozen voor een termijn van vijf jaar op basis van het stelsel van evenredige vertegenwoordiging, 24 worden indirect gekozen door provinciale raden; dit zijn allen vrouwen. Verder worden er twee leden gekozen door de Nationale Jeugdraad en een door de belangenorganisatie voor mensen met een handicap. De indirect gekozenen mogen niet zijn aangesloten bij een politieke partij.
Tot 2003 kende Rwanda een eenkamerparlement met de Nationale Ontwikkelingsraad (Conseil national de développement), voorloper van de Kamer van Afgevaardigden, als enige Kamer. In 2003 werd de Senaat opgericht als hogerhuis.
Bij de verkiezingen van 2018 werd een coalitie onder leiding van het Front patriotique rwandais (FPR), een partij die opkomt voor de belangen van de Tutsi's en gematigd Hutu's, de grootste partij in de Kamer van Afgevaardigden met 40 zetels (waarvan 36 voor het FPR). Voorzitter van de Kamer van Afgevaardigden is Donatille Mukabalisa (PL).

## Zetelverdeling

Zetelverdeling na de verkiezingen van 2018

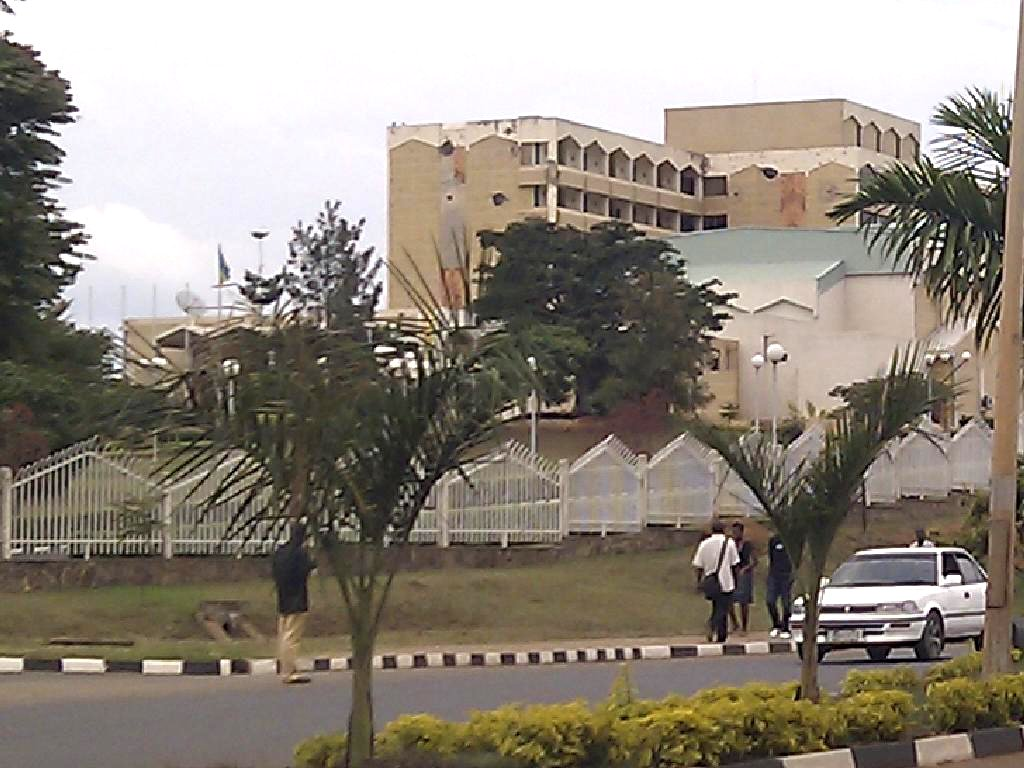
Gebouw waarin het Parlement van Rwanda is gevestigd in Kigali, de hoofdstad van Rwanda

Oppositie (13)
Overigen (27)